# Fuertes de las colinas del Rajastán
Los fuertes de las colinas del Rajastán en el norte de la India son varias construcciones defensivas del estado indio de Rajastán, declaradas por la Unesco lugar Patrimonio de la Humanidad en el año 2013. Los fuertes se encuentran principalmente en la cordillera Aravalli y se construyeron entre los siglos V a XVII-XVIII.

## Descripción de la Unesco
La Unesco describe este lugar Patrimonio de la Humanidad de la siguiente manera:

Este sitio con múltiples ubicaciones, situado en el estado de Rajastán, incluye seis majestuosos fuertes en Chittorgarh; Kumbhalgarh; Sawai Madhopur; Jhalawar; Jaipur y Jaisalmer. La ecléctica arquitectura de los fuertes, algunos con hasta 20 kilómetros de circunferencia, es un testimonio del poder de los estados principescos de Rajpur que florecieron en la región del siglo VIII al XVIII. Encerrados dentro de sus murallas defensivas, encontramos grandes centros urbanos, palacios, centros comerciales y otros edificios incluyendo templos que a menudo son anteriores a las propias fortificaciones dentro de las cuales desarrollaron una elaborada cultura cortesana que apoyaba la educación, la música y las artes. Han sobrevivido algunos de los centros urbanos encerrados en las fortificaciones, y lo mismo han hecho muchos de los templos y lugares sagrados del sitio. Los fuertes usan las defensas naturales que ofrece el paisaje, como colinas, desiertos o bosques espesos. También presentan amplias estructuras para el acopio de agua, que aún hoy en día, en gran medida, se siguen usando

## Detalles de la inscripción de la Unesco
| UNESCO N.º de inscripción | Imagen | Nombre             | Ubicación         | Coordenadas                                | Superficie                                    |
| ------------------------- | ------ | ------------------ | ----------------- | ------------------------------------------ | --------------------------------------------- |
| 247rev-001                |        | Fuerte Chittorgarh | Chittorgarh       | 24°52′59″N 74°38′46″E / 24.88306, 74.64611 | Propiedad: 305 ha Zona de protección: 440 ha  |
| 247rev-002                |        | Fuerte Kumbhalgarh | Rajsamand         | 25°08′56″N 73°34′49″E / 25.14889, 73.58028 | Propiedad: 268 ha Zona de protección: 1339 ha |
| 247rev-003                |        | Fuerte Ranthambore | P. N. Ranthambore | 26°01′13″N 76°27′18″E / 26.02028, 76.45500 | Propiedad: 102 ha Zona de protección: 372 ha  |
| 247rev-004                |        | Fuerte Gagron      | Jhalawar          | 24°37′35″N 76°11′14″E / 24.62639, 76.18722 | Propiedad: 23 ha Zona de protección: 722 ha   |
| 247rev-005                |        | Fuerte Amber       | Amber             | 26°59′05″N 75°51′07″E / 26.98472, 75.85194 | Propiedad: 30 ha Zona de protección: 498 ha   |
| 247rev-006                |        | Fuerte Jaisalmer   | Jaisalmer         | 26°54′45″N 70°54′45″E / 26.91250, 70.91250 | Propiedad: 8 ha Zona de protección: 89 ha     |